# 2011년 세계 유도 선수권 대회
2011년 세계 유도 선수권 대회(프랑스어: Championnats du monde de judo 2011)는 국제 유도 연맹(IJF) 주관으로 2011년 8월 23일부터 28일까지 프랑스 파리에서 열린 세계 유도 선수권 대회이다.

## 메달 집계
| 순위 | 국가           | 금메달 | 은메달 | 동메달 | 합계 |
| ---- | -------------- | ------ | ------ | ------ | ---- |
| 1    | 프랑스         | 6      | 0      | 1      | 7    |
| 2    | 일본           | 5      | 7      | 5      | 17   |
| 3    | 중화인민공화국 | 1      | 1      | 0      | 2    |
| 4    | 러시아         | 1      | 0      | 3      | 4    |
| 4    | 대한민국       | 1      | 0      | 3      | 4    |
| 6    | 우즈베키스탄   | 1      | 0      | 1      | 2    |
| 7    | 그리스         | 1      | 0      | 0      | 1    |
| 8    | 브라질         | 0      | 3      | 3      | 6    |
| 9    | 네덜란드       | 0      | 2      | 1      | 3    |
| 10   | 독일           | 0      | 1      | 1      | 2    |
| 10   | 카자흐스탄     | 0      | 1      | 0      | 1    |
| 10   | 몬테네그로     | 0      | 1      | 0      | 1    |
| 13   | 쿠바           | 0      | 0      | 2      | 2    |
| 13   | 헝가리         | 0      | 0      | 2      | 2    |
| 13   | 루마니아       | 0      | 0      | 2      | 2    |
| 16   | 아제르바이잔   | 0      | 0      | 1      | 1    |
| 16   | 체코           | 0      | 0      | 1      | 1    |
| 16   | 조지아         | 0      | 0      | 1      | 1    |
| 16   | 몰도바         | 0      | 0      | 1      | 1    |
| 16   | 슬로베니아     | 0      | 0      | 1      | 1    |
| 16   | 스페인         | 0      | 0      | 1      | 1    |
| 16   | 우크라이나     | 0      | 0      | 1      | 1    |
| 16   | 미국           | 0      | 0      | 1      | 1    |
| 합계 | 합계           | 16     | 16     | 32     | 64   |

## 경기 결과

### 남자
| 체급                     | 금 | 은 | 동 |
| 엑스트라라이트급 (-60kg) | 리쇼트 소비로프 우즈베키스탄 | 히라오카 히로아키 일본 | 일가르 뮈슈키예프 아제르바이잔 |
| 엑스트라라이트급 (-60kg) | 리쇼트 소비로프 우즈베키스탄 | 히라오카 히로아키 일본 | 헤오르히 잔타라야 우크라이나 |
| 하프라이트급 (-66kg)     | 에비누마 마사시 일본 | 레안드루 쿠냐 브라질 | 조준호 대한민국 |
| 하프라이트급 (-66kg)     | 에비누마 마사시 일본 | 레안드루 쿠냐 브라질 | 무사 모구시코프 러시아 |
| 라이트급 (-73kg)         | 나카야 리키 일본 | 덱스 엘몬트 네덜란드 | 나브루스 주라코빌로프 우즈베키스탄 |
| 라이트급 (-73kg)         | 나카야 리키 일본 | 덱스 엘몬트 네덜란드 | 위고 르그랑 프랑스 |
| 하프미들급 (-81kg)       | 김재범 대한민국 | 스르잔 므르발레비치 몬테네그로 | 레안드루 길례이루 브라질 |
| 하프미들급 (-81kg)       | 김재범 대한민국 | 스르잔 므르발레비치 몬테네그로 | 세르지우 토마 몰도바 |
| 미들급 (-90kg)           | 일리아스 일리아디스 그리스 | 니시야마 다이키 일본 | 오노 다카시 일본 |
| 미들급 (-90kg)           | 일리아스 일리아디스 그리스 | 니시야마 다이키 일본 | 아슬레이 곤살레스 쿠바 |
| 하프헤비급 (-100kg)      | 타기르 하이불라예프 러시아 | 막심 라코프 카자흐스탄 | 이라클리 치레키제 조지아 |
| 하프헤비급 (-100kg)      | 타기르 하이불라예프 러시아 | 막심 라코프 카자흐스탄 | 루카시 크르팔레크 체코 |
| 헤비급 (+100kg)          | 테디 리네르 프랑스 | 안드레아스 퇼처 독일 | 알렉산드르 미하일린 프랑스 |
| 헤비급 (+100kg)          | 테디 리네르 프랑스 | 안드레아스 퇼처 독일 | 김성민 대한민국 |
| 단체전                   | 프랑스 디미트리 드라쟁 위고 르그랑 알랭 슈미트 로맹 뷔페 테디 리네르 다비드 라로즈 뱅자맹 다르벨레 악셀 클레르제 앙토니 레뉴 마티외 바타유 | 브라질 레안드루 쿠냐 브루누 멘돈사 레안드루 길례이루 치아구 카밀루 하파에우 시우바 펠리피 키타다이 플라비우 칸투 루시아누 코헤아 우구 페사냐 다니에우 에르난지스 | 대한민국 안정환 조준호 구환 왕기춘 김재범 김민규 이규원 송대남 김수완 김성민                                                                   |
| 단체전                   | 프랑스 디미트리 드라쟁 위고 르그랑 알랭 슈미트 로맹 뷔페 테디 리네르 다비드 라로즈 뱅자맹 다르벨레 악셀 클레르제 앙토니 레뉴 마티외 바타유 | 브라질 레안드루 쿠냐 브루누 멘돈사 레안드루 길례이루 치아구 카밀루 하파에우 시우바 펠리피 키타다이 플라비우 칸투 루시아누 코헤아 우구 페사냐 다니에우 에르난지스 | 일본 에비누마 마사시 아키모토 히로유키 다카마쓰 마사히로 니시야마 다이키 가미카와 다이키 오노 다카시 모리시타 준페이 나카야 리키 스즈키 게이지 |

### 여자
| 체급                     | 금 | 은 | 동 |
| 엑스트라라이트급 (-48kg) | 아사미 하루나 일본 | 후쿠미 도모코 일본 | 체르노비츠키 에버 헝가리 |
| 엑스트라라이트급 (-48kg) | 아사미 하루나 일본 | 후쿠미 도모코 일본 | 사라 메네지스 브라질 |
| 하프라이트급 (-52kg)     | 나카무라 미사토 일본 | 니시다 유카 일본 | 아나 카라스코사 스페인 |
| 하프라이트급 (-52kg)     | 나카무라 미사토 일본 | 니시다 유카 일본 | 안드레아 키추 루마니아 |
| 라이트급 (-57kg)         | 사토 아이코 일본 | 하파엘라 시우바 브라질 | 코리나 커프리오리우 루마니아 |
| 라이트급 (-57kg)         | 사토 아이코 일본 | 하파엘라 시우바 브라질 | 마쓰모토 가오리 일본 |
| 하프미들급 (-63kg)       | 제브리즈 에만 프랑스 | 우에노 요시에 일본 | 아니카 판 엠던 네덜란드 |
| 하프미들급 (-63kg)       | 제브리즈 에만 프랑스 | 우에노 요시에 일본 | 우르슈카 졸니르 슬로베니아 |
| 미들급 (-70kg)           | 뤼시 데코스 프랑스 | 에딧 보스 네덜란드 | 구니하라 요리코 일본 |
| 미들급 (-70kg)           | 뤼시 데코스 프랑스 | 에딧 보스 네덜란드 | 메사로시 어네트 헝가리 |
| 하프헤비급 (-78kg)       | 오드리 최메오 프랑스 | 오가타 아카리 일본 | 케일라 해리슨 미국 |
| 하프헤비급 (-78kg)       | 오드리 최메오 프랑스 | 오가타 아카리 일본 | 마이라 아기아르 브라질 |
| 헤비급 (+78kg)           | 퉁원 중화인민공화국 | 친첸 중화인민공화국 | 스기모토 미카 일본 |
| 헤비급 (+78kg)           | 퉁원 중화인민공화국 | 친첸 중화인민공화국 | 옐레나 이바셴코 러시아 |
| 단체전                   | 프랑스 프리실라 네토 오톤 파비아 제브리즈 에만 뤼시 데코스 케티 마테 페넬로프 보나 사라 로코 클라리스 아그베녜누 마리 파스케 안소피 몽디에르 | 일본 나카무라 미사토 사토 아이코 우에노 요시에 다치모토 하루카 스기모토 미카 니시다 유카 마쓰모토 가오리 아베 가나 구니하라 요리코 다치모토 메구미 | 독일 마를렌 하인 프란치스카 코니츠 마린 크레 클라우디아 말찬 하이데 볼레르트 루이제 말찬 일리아나 마르초크 미리암 로퍼 로미 타랑굴                       |
| 단체전                   | 프랑스 프리실라 네토 오톤 파비아 제브리즈 에만 뤼시 데코스 케티 마테 페넬로프 보나 사라 로코 클라리스 아그베녜누 마리 파스케 안소피 몽디에르 | 일본 나카무라 미사토 사토 아이코 우에노 요시에 다치모토 하루카 스기모토 미카 니시다 유카 마쓰모토 가오리 아베 가나 구니하라 요리코 다치모토 메구미 | 쿠바 칼리에마 안토마르치 야네트 베르모이 얄레니스 카스티요 오닉스 코르테스 마리세트 에스피노사 유릴레이디스 루페테이 다야리스 메스트레 이달리스 오르티스 |